# Сямук, Родион Валентинович
Родион Валентинович Сямук (укр. Родіон Валентинович Сямук, бел. Радзівон Валянцінавіч Сямук; род. 11 марта 1989, Нововолынск, Волынская область) — украинский и белорусский футболист, вратарь.

## Биография
Родился в 1989 году в городе Нововолынске, на территории современной Украины, но в возрасте 4-х лет вместе с матерью переехал в Брест. Заниматься футболом начал в 7-летнем возрасте в местной СДЮШОР № 5. Некоторое время занимался также хоккеем. С 2008 по 2010 год выступал за молодёжную команду клуба «Динамо-Брест». На профессиональном уровне дебютировал в 2010 году, находясь в аренде в клубе первой лиги «Волна» Пинск, за который провёл 9 матчей. В следующем году дебютировал за основной состав «Динамо», сыграв 4 матча и пропустив 7 голов в высшей лиге. В 2012 перешёл в другой клуб высшей лиги «Славия-Мозырь», но в его составе провёл только один матч. Затем два года выступал в первой лиге за команды «Гранит» и «Сморгонь». Оставшись без клуба, в 2015 году Сямук поехал в Польшу, где выступал за один из клубов низших лиг «Ролько», который находился в деревне Конояды. В 2016 году вернулся в «Гранит» и в его составе сыграл 6 матчей в высшей лиге.
После вылета «Гранита» из Высшей лиги перешёл в «Славию-Мозырь». Перед началом сезона рассматривался как второй вратарь после Иссы Ндойе, однако в связи с травмами последнего Сямук нередко появлялся в стартовом составе, провёл 14 матчей чемпионата в сезоне 2017. Сезон 2018 начинал в качестве основного вратаря мозырян, с лета чередовался с Михаилом Барановским. В начале сезона 2019 был запасным вратарём, вскоре закрепился в качестве основного голкипера, позднее вновь стал чередоваться с Барановским. В ноябре получил травму и выбыл до конца сезона. В декабре покинул «Славию».
В 2020 году перешёл в «Торпедо-БелАЗ». В том же году подал документы на получение белорусского гражданства, чтобы не считаться легионером в чемпионате Беларуси. Был резервным вратарём команды. В январе 2021 года по окончании контракта покинул жодинский клуб, после чего некоторое время тренировался с брестским «Динамо».
25 февраля 2021 года, в последний день трансферного окна, Сямук был заявлен за «Тамбов». Дебютировал в чемпионате России 19 марта в матче 23-го тура против «Сочи» (0:5). Играл за «Тамбов» до лета 2021 года, когда команда выбыла из Премьер-лиги и прекратила своё существование.
С января 2022 года тренировался с брестским «Динамо» и в феврале подписал контракт с клубом. Начал своё выступление в Кубке Беларуси, где сыграл в двух матчах против «Витебска», в которых соперник по сумме двух матчей со счётом 1:2 прошёл в полуфинал. Сезон 2022 начал с ничьей против солигорского «Шахтёра», получив жёлтую карточку в концовке матча. В следующем матче 2 апреля 2022 года против «Ислочи» был заменён во втором тайме. В июне 2022 года покинул клуб, расторгнув контракт по соглашению сторон.
В июне 2022 года стал игроком казахстанского клуба «Акжайык».

## Достижения
«Славия-Мозырь»
- Победитель Первой лиги Беларуси: 2018

«Торпедо-БелАЗ»
- Бронзовый призёр чемпионата Беларуси: 2020